# Giải đua ô tô Công thức 1 Qatar
Giải đua ô tô Công thức 1 Qatar (tiếng Ả Rập: جائزة قطر الكبرى) là một chặng đua Công thức 1 diễn ra kể từ năm 2021 ở trường đua Losail International, Qatar.

## Lịch sử

### Những năm đầu tiên
Do đại dịch COVID-19 hoành hành, nhiều chặng đua khác nhau của giải đua xe Công thức 1 2021 đã bị hủy bỏ hoặc bị hoãn. Vào tháng 9 năm 2021, ban tổ chức giải đua xe Công thức 1 đã thông báo rằng Giải đua ô tô Công thức 1 Qatar sẽ diễn ra vào ngày 21 tháng 11 năm 2021 để thay thế cho giải đua ô tô Công thức 1 Úc. Chặng đua sẽ được tổ chức như một cuộc đua ban đêm tại trường đua Losail International.
Giải đua ô tô Công thức 1 Qatar lần đầu tiên diễn ra vào ngày 21 tháng 11 để thay thế giải đua ô tô Công thức 1 Úc. Tại chặng đua này, Lewis Hamilton giành chiến thắng trước Max Verstappen và Fernando Alonso.
Năm 2022, giải đua ô tô Công thức 1 Qatar đã không được tổ chức do Qatar vướng lịch tổ chức FIFA World Cup 2022 từ tháng 11 đến tháng 12. Vào năm 2023, giải đua ô tô Công thức 1 Qatar đã trở lại lịch đua theo hợp đồng 10 năm cho đến năm 2033. Ban đầu, một trường đua mới được xây dựng được đề xuất cho cuộc đua năm 2023, thế nhưng chặng đua này sẽ được tiếp tục tổ chức ở Lusail.
Tại chặng đua năm 2023, Oscar Piastri giành chiến thắng cuộc đua sprint ngày thứ Bảy và cũng vào ngày đó, Verstappen giành chức vô địch lần thứ ba liên tiếp. Vào cuộc đua chính ngày Chủ nhật sau đó, Verstappen giành chiến thắng trước Piastri và Lando Norris.

## Kết quả theo năm
| Năm  | Tay đua                              | Đội đua                              | Chi tiết                             |
| ---- | ------------------------------------ | ------------------------------------ | ------------------------------------ |
| 2021 | Lewis Hamilton                       | Mercedes                             | Chi tiết                             |
| 2022 | Không tổ chức do FIFA World Cup 2022 | Không tổ chức do FIFA World Cup 2022 | Không tổ chức do FIFA World Cup 2022 |
| 2023 | Max Verstappen                       | Red Bull Racing-Honda RBPT           | Chi tiết                             |
| 2024 | Max Verstappen                       | Red Bull Racing-Honda RBPT           | Chi tiết                             |